# Sphagnum limbatum
Sphagnum limbatum là một loài rêu trong họ Sphagnaceae. Loài này được Mitt. mô tả khoa học đầu tiên năm 1869.